# David Yan
David Dong Ming Yan (* 18. Juli 1993) ist ein professioneller neuseeländischer Pokerspieler.
Yan hat sich mit Poker bei Live-Turnieren mindestens über 11,5 Millionen US-Dollar erspielt und ist damit der erfolgreichste neuseeländische Pokerspieler. Er ist zweifacher Braceletgewinner der World Series of Poker und gewann 2016 das High Roller der European Poker Tour sowie 2023 ein Turnier der Triton Poker Series.

## Pokerkarriere

### Werdegang
Yan stammt aus Auckland. Er spielt auf der Onlinepoker-Plattform PokerStars unter dem Nickname MissOracle und nutzt bei GGPoker seinen echten Namen.
Seine erste Geldplatzierung bei einem Live-Pokerturnier erzielte Yan im Januar 2012 bei der Aussie Millions Poker Championship in Melbourne. Dort erreichte er ein Jahr später im Main Event den Finaltisch und belegte den mit 220.000 Australischen Dollar dotierten sechsten Platz. An gleicher Stelle wurde der Neuseeländer im September 2013 Dritter beim Main Event der Asia Pacific Poker Tour und sicherte sich aufgrund eines Deals mit zwei anderen Spielern eine Auszahlung von 133.000 Australischen Dollar. Bei der World Series of Poker Asia Pacific beendete er das High Roller Mitte Oktober 2014 ebenfalls im Crown Melbourne als Zweiter und erhielt rund 360.000 Australische Dollar. Ende Juni 2015 war Yan erstmals bei der Hauptturnierserie der World Series of Poker im Rio All-Suite Hotel and Casino in Paradise am Las Vegas Strip erfolgreich und kam bei einem Turnier der Variante No Limit Hold’em in die Geldränge. Bei der European Poker Tour (EPT) in Prag wurde er Mitte Dezember 2015 Fünfter beim High Roller und sicherte sich mehr als 150.000 Euro. Im August 2016 belegte der Neuseeländer bei einem eintägigen High-Roller-Event der EPT in Barcelona den zweiten Platz und erhielt aufgrund eines Deals die höchste Auszahlung von über 700.000 Euro. In der Spielbank Berlin gewann er im Oktober 2016 das Main Event des WSOP-Circuits mit einem Hauptpreis von rund 125.000 Euro und damit sein erstes Live-Turnier überhaupt. Bei der EPT auf Malta setzte sich Yan rund zwei Wochen später beim High Roller durch und sicherte sich rund 465.000 Euro. Mitte Dezember 2016 belegte er bei einem Side-Event der EPT Prag den mit knapp 160.000 Euro dotierten fünften Rang. Bei der EPT Barcelona erreichte der Neuseeländer Mitte August 2022 bei zwei eintägigen High-Roller-Events den Finaltisch und sicherte sich Preisgelder von knapp einer Million Euro. Ende desselben Monats gewann er auf GGPoker das Super Million$ High Roller der World Series of Poker Online und wurde mit einem Bracelet sowie dem Hauptpreis von knapp einer Million US-Dollar prämiert. Ende Januar 2023 entschied er beim PokerStars Caribbean Adventure auf den Bahamas ein 50.000 US-Dollar teures Turnier für sich und erhielt aufgrund eines Deals mit Örpen Kısacıkoğlu eine Auszahlung von knapp 500.000 US-Dollar. Auch beim PSPC Super High Roller der Turnierserie saß Yan wenige Tage später am Finaltisch und belegte den mit knapp 1,5 Millionen US-Dollar dotierten dritten Platz. Anfang August 2023 gewann er ein 200.000 US-Dollar teures Event der Triton Poker Series in London und sicherte sich nach einem Deal mit Nacho Barbero und Espen Jørstad sein bislang höchstes Preisgeld von mehr als 3 Millionen US-Dollar, womit er als erster Neuseeländer die Marke von 10 Millionen US-Dollar an kumulierten Turnierpreisgeldern durchbrach. Bei der World Series of Poker Online siegte Yan Anfang Oktober 2023 auf GGPoker beim GGMillion$ High Rollers und erhielt mehr als 1,5 Millionen US-Dollar sowie sein zweites Bracelet.

### Preisgeldübersicht
Mit erspielten Preisgeldern von mindestens über 11,5 Millionen US-Dollar ist Yan der erfolgreichste neuseeländische Pokerspieler. Die kumulierten Preisgelder je Jahr stammen aus der Hendon Mob Poker Database, die weltweite Turnierergebnisse aller Pokerspieler erfasst und in der er bis kurz nach Inkrafttreten der Datenschutz-Grundverordnung gelistet war. Seit 2019 erspielte Preisgelder stammen daher aus anderen Quellen und sind als Mindestangaben zu verstehen.
| Jahr      | Preisgeld (in $) | Turniersiege |
| --------- | ---------------- | ------------ |
| 2012      | 30.975           | 0            |
| 2013      | 493.849          | 0            |
| 2014      | 581.283          | 0            |
| 2015      | 367.799          | 0            |
| 2016      | 1.938.792        | 2            |
| 2017      | 359.047          | 0            |
| 2018      | 153.391          | 0            |
| 2019      | 9.554            | 0            |
| 2020–2021 | 0                | 0            |
| 2022      | 940.637          | 0            |
| 2023      | 6.851.643        | 3            |
| gesamt    | 11.726.970       | 5            |

### Braceletübersicht
Yan kam bei der WSOP 24-mal ins Geld und gewann zwei Bracelets:
| Jahr   | Buy-in (in $) | Turnier                                                   | Teilnehmer | Preisgeld (in $) |
| ------ | ------------- | --------------------------------------------------------- | ---------- | ---------------- |
| 2022 O | 10.000        | GGPoker.com – Super Million$ High Roller No-Limit Hold’em | 0593       | 0.985.564        |
| 2023 O | 10.300        | GGPoker.com – GGMillion$ High Rollers                     | 1140       | 1.538.400        |